# Silvașu de Jos, Hunedoara
Silvașu de Jos este un sat ce aparține orașului Hațeg din județul Hunedoara, Transilvania, România.

## Imagini

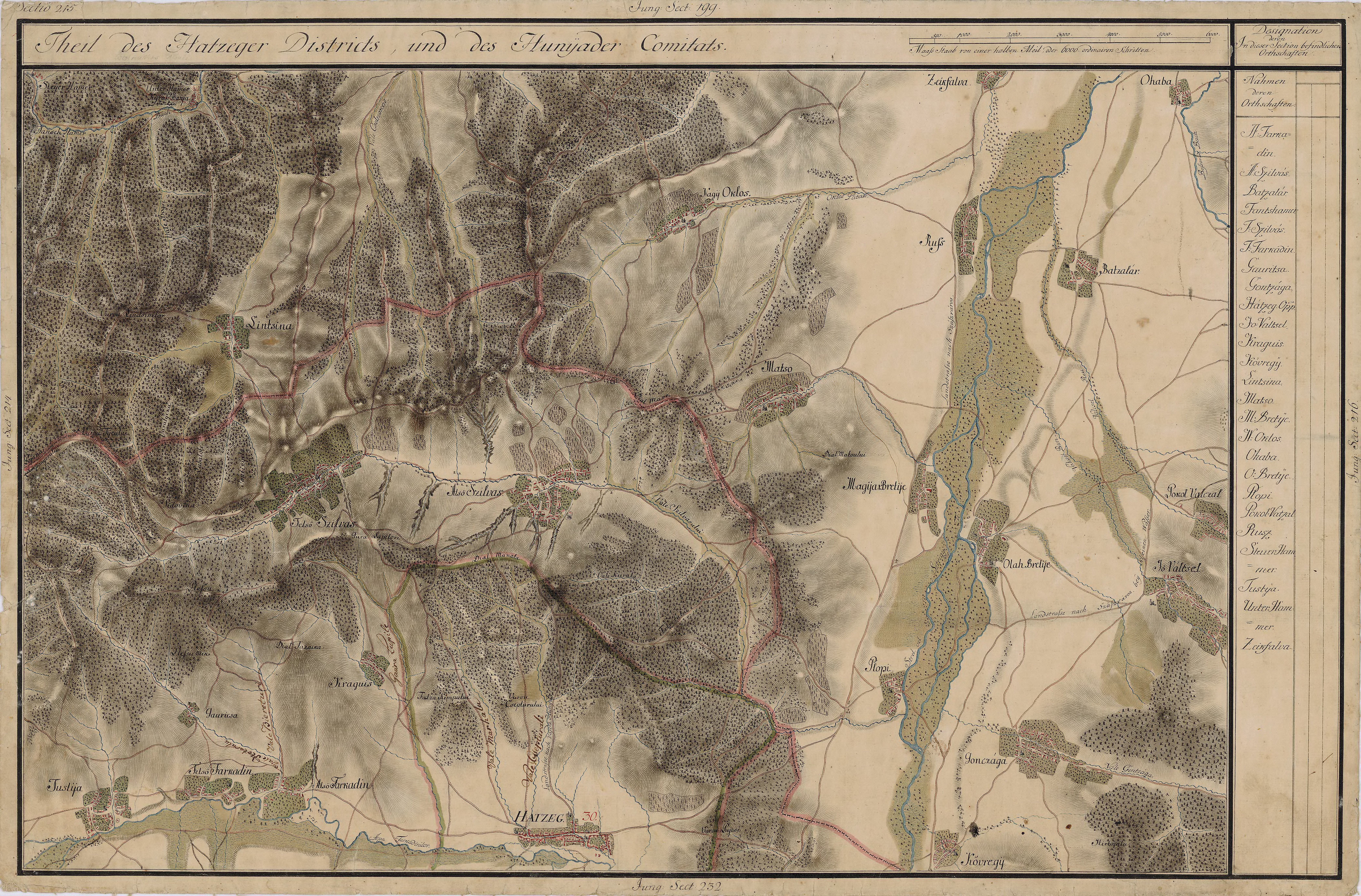
Silvașu de Jos în Harta Iosefină a Transilvaniei, 1769-1773
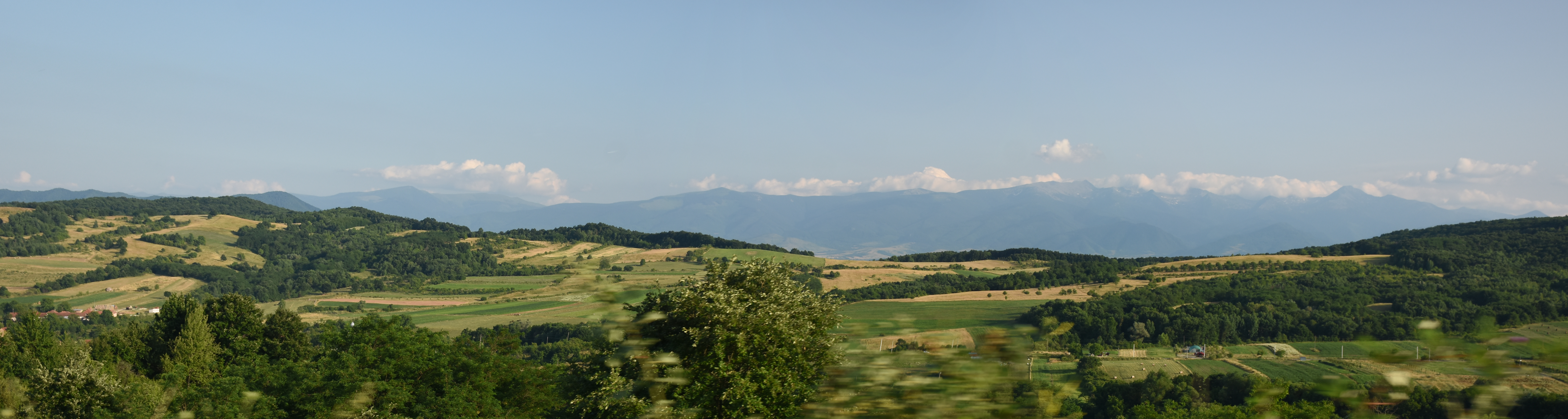
Panoramă din 2021 a împrejurimilor satului, aflat în stânga imaginii.
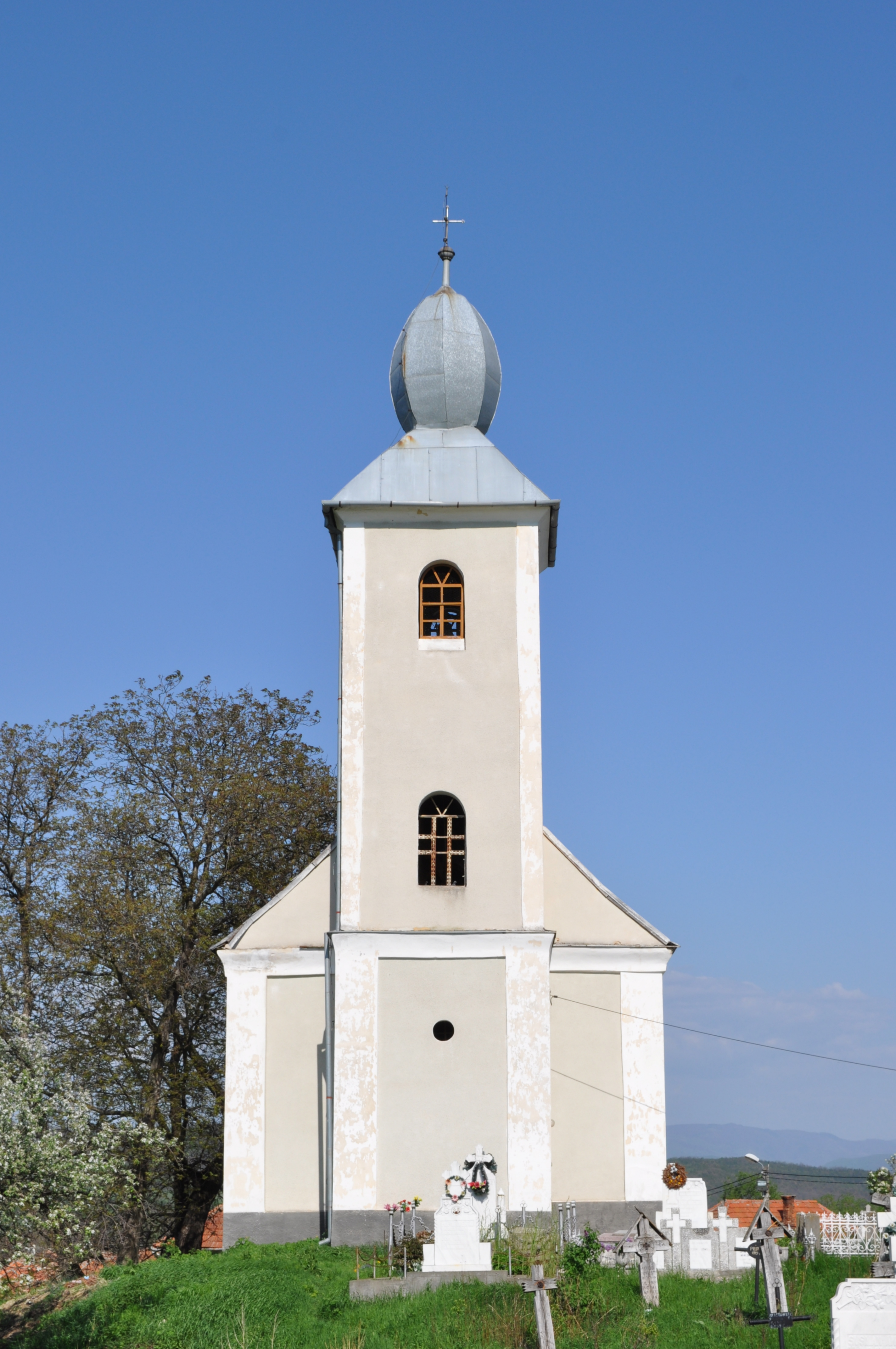
Biserica din Silvașu de Jos

## Personalități
- Ioan Para (n. 1744, Silvașul de Jos, comitatul Hunedoara - d. 1809, Blaj), vicar unit al Năsăudului, coautor al petiției Supplex Libellus Valachorum.